# Ali Al-Naimi
Ali Al-Naimi (em árabe: علي بن إبراهيم النعيمي), nascido em 1935, foi Ministro dos Recursos Petrolíferos e Minerais da Arábia Saudita de 1995 a 2016.